# Kensaku Abe
Kensaku Abe (Kanagawa, 13 mei 1980) is een voormalig Japans voetballer.

## Carrière
Kensaku Abe speelde tussen 2003 en 2009 voor Ventforet Kofu en Vissel Kobe. Abe ging met pensioen op 1 januari 2010.